# Gaunshahar
GaunSzachar – gaun wikas samiti w zachodniej części Nepalu w strefie Gandaki w dystrykcie Lamjung. Według nepalskiego spisu powszechnego z 2001 roku liczył on 1511 gospodarstw domowych i 6868 mieszkańców (3751 kobiet i 3117 mężczyzn).